# Home Monitoring Aréna
Home Monitoring Aréna är en inomhusarena som ligger i Pilsen i Tjeckien. Arenan, som byggdes 1969, rymmer 8 420 personer och är hemmaplan för ishockeylaget HC Plzeň 1929. Fram till 2015 hetta arenen ČEZ Arén,  men bytte efter sponsorbyte namn till Home Monitoring Aréna. 